# Phallodrilus macmasterae
Phallodrilus macmasterae é uma espécie de invertebrado da família Tubificidae.
É endémica das Bermudas.